# 狹體錘型象沫蟬
狹體錘型象沫蟬（学名：Philagra insularis）为尖胸沫蟬科象沫蟬屬下的一个种。